# Marysin (Szklarska Poręba)
Marysin (do 1945 niem. Mariental) – część Szklarskiej Poręby leżąca na prawym brzegu Kamiennej.

## Położenie
Marysin położony jest na prawym brzegu rzeki Kamiennej, na zboczach Śląskiego Grzbietu oraz w Karkonoskim Padole Śródgórskim, na wysokości 600–700 m n.p.m. Przepływają przezeń dopływy Kamiennej: Kamieńczyk, Złoty Potok i Bednarz. W obrębie Marysina znajduje się wiele grup skalnych oraz pojedynczych bloków, zbudowanych z granitu karkonoskiego. Najbardziej znana jest skała Marianki.

## Historia
Według miejscowych podań po roku 1578 przybyła tu przed prześladowaniami religijnymi uciekinierka z Czech, protestantka Maria Pluch (Pluchova, Plüchin). Nazwa miejscowości pochodzi od imienia pierwszej osadniczki. Po 1620 roku niedaleko jej domu osiedliły się kolejne grupy uchodźców religijnych z Czech, dając początek miejscowości. W 1782 roku był tu młyn, a mieszkało 44 zagrodników i 10 chałupników. Marysin nigdy nie stał się samodzielną wsią i zawsze był częścią Szklarskiej Poręby. W drugiej połowie XIX wieku istniała tu stacja meteorologiczna, a na przełomie XIX i XX wieku rozwinęło się budownictwo pensjonatowe. Po 1945 roku charakter Marysina nie zmienił się i obecnie jest to dzielnica willowa z pensjonatami i domami wczasowymi.

## Sport i turystyka
Znajduje się tu dolna stacja wyciągu krzesełkowego na Szrenicę oraz zakończenie tras narciarskich „Puchatek” i „Lolobrygida” (Szrenica Ski Arena).

Przez Marysin przechodzą szlaki turystyczne:
- żółty do schroniska „Pod Łabskim Szczytem”,
- czarny - okrężny wokół Szklarskiej Poręby.